# Eubacteria
Domaine
Classification phylogénétique
- Eubactéries
  - Protéobactéries
  - groupe :
    - Firmicutes
      - groupe Bacillus / Clostridium
      - Actinobactéries

    - groupe :
      - Cyanobactéries
      - groupe Thermus / Deinococcus

  - groupe :
    - Bactéries vertes sulfureuses
    - groupe :
      - Flavobactéries
      - Bactéroïdes

  - groupe :
    - Spirochètes
    - Chlamydiales

  - Planctomycétales
  - Bactéries vertes non sulfureuses
  - Aquificales
  - Thermotogales

Ne doit pas être confondu avec Eobacteria ou Eurybacteria.
Les bactéries (Bacteria, ex Eubacteria ou « bactéries vraies »), sont un groupe majeur de procaryotes. Selon la théorie des trois domaines, les Bactéries (ou eubactéries ) forment un des trois domaines qui divisent le monde vivant, les deux autres étant les archées (un autre groupe de procaryotes) et les eucaryotes. Cette vision, contestée par le passé,,, fait aujourd'hui consensus.
On peut distinguer par exemple les cyanobactéries (desquelles proviennent les chloroplastes selon la théorie endosymbiotique), les protéobactéries (desquelles dérivent les mitochondries selon la même théorie), les mycoplasmes (Mollicutes), les entérobactéries, les pseudomonades et la plupart des bactéries à Gram positif.

## Étymologie
La création du taxon Eubacteria, considéré comme un règne primaire, est intervenue en 1977.
Le renommage en domaine Bacteria a été effectué en 1990.

## Particularités
Les eubactéries se distinguent d’une part des eucaryotes par leur structure cellulaire (la structure procaryote) dont une des caractéristiques est d'être sans noyau, et d’autre part des archées par divers aspects chimiques (dont la structure de la membrane cellulaire) et génétiques.
Leur taille varie de celle d'un virus, comme certaines nanobactéries (0,05 µm) à une taille supérieure à celle de la moyenne des protozoaires (Epulopiscium fishelsoni (600 × 80 µm) est beaucoup plus grande qu'une Paramécie).

### Mobilité

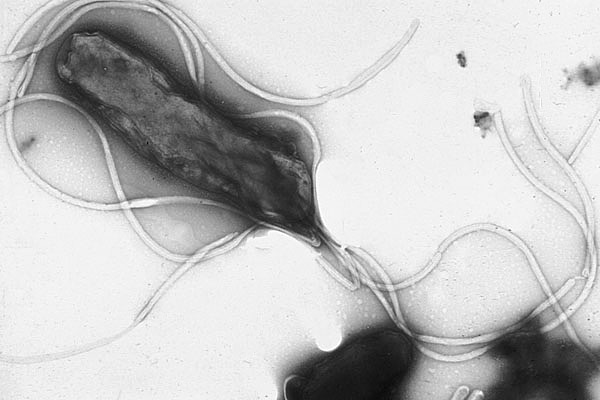
Helicobacter pylori micrographie électronique montrant de nombreux flagelles à la surface de la cellule.

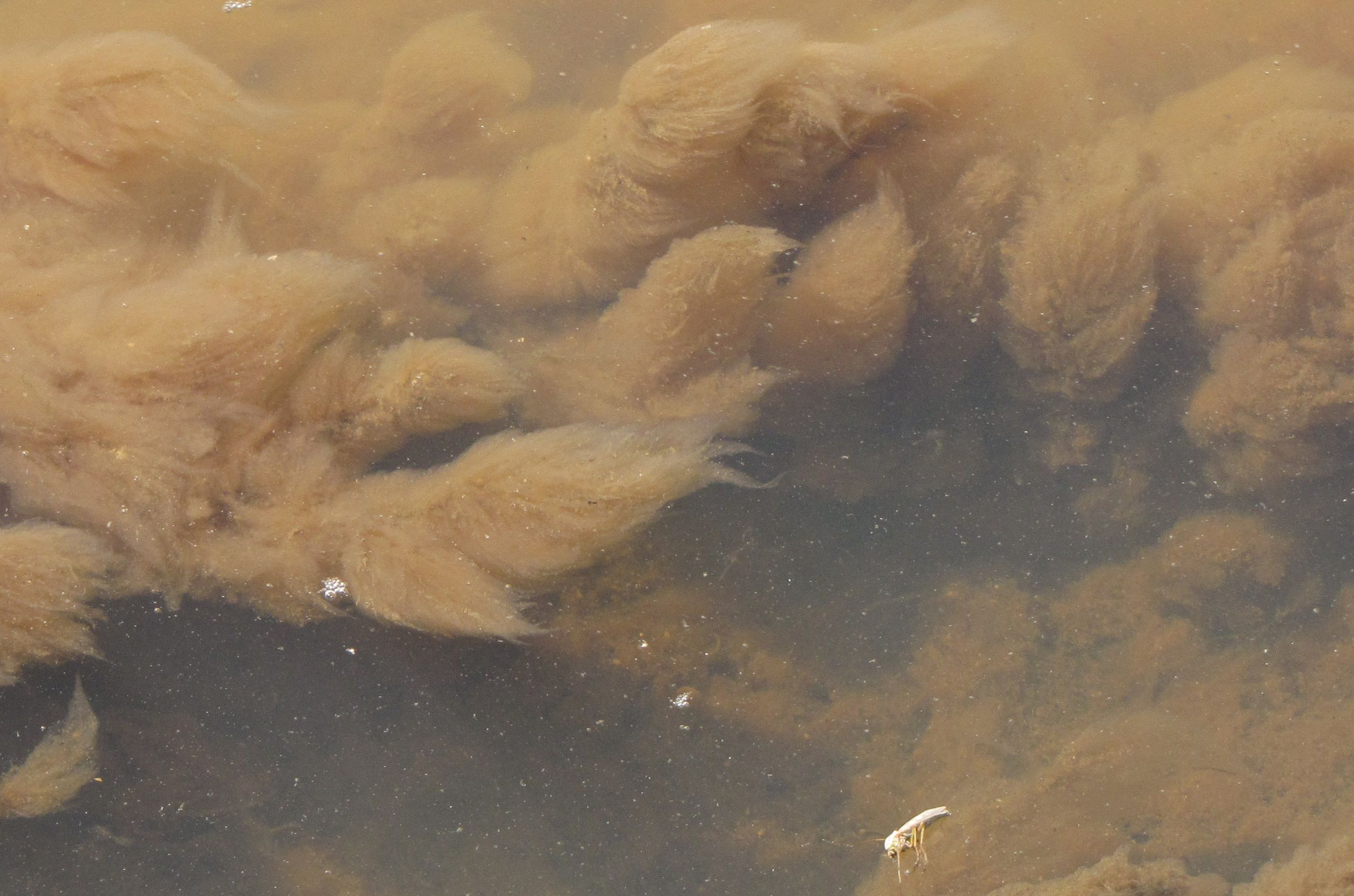
Sphaerotilus natans, bactérie filamenteuse typique des eaux très polluées par des matières organiques

Beaucoup de bactéries possèdent des structures extracellulaires comme :
- des flagelles utilisés pour la mobilité des cellules. Les bactéries hétérotrophes peuvent utiliser leurs flagelles pour se diriger vers des zones riches en substances organiques (nutriments) grâce au phénomène appelé chimiotactisme ;
- des fimbriae permettant l’attachement ;
- des pili sexuels indispensables au phénomène de conjugaison.

Quelques bactéries peuvent fabriquer de fines couches externes à la paroi cellulaire, généralement essentiellement constituées de polysaccharides (des sucres) :
- quand la couche est compacte et propre à chaque bactérie, on parle de capsule. Les capsules constituent par exemple une barrière de protection de la cellule contre l’environnement externe et aussi contre la phagocytose. Elle facilite parfois l'attachement aux surfaces (et donc la formation de biofilms). Klebsiella, Bacillus anthracis, Streptococcus pneumoniae sont des exemples de bactéries capsulées ;
- quand la couche est diffuse, on parle de couche mucoïde ;
- quand la couche est plus épaisse, on parle de glycocalyx. Le glycocalyx permet aussi aux bactéries d’adhérer à un support ;
- quand la couche forme un tube dans lequel les bactéries sont protégées, on parle de « bactéries engainées ». La gaine est une couche externe dense, transparente et relativement rigide. Ce phénomène est courant chez quelques bactéries aquatiques qui forment des chaînes filamenteuses (Sphaerotilus natans typiquement). La gaine protège les cellules des turbulences de l’eau et permet une vie coloniale.

Les bactéries du groupe Cytophaga – Flavobacterium produisent une couche muqueuse qui leur permet de rester en contact étroit avec un milieu solide. D'autres bactéries comme les Spirillum peuvent s’envelopper d’une couche protéique appelée la couche S.

Flagelle d'une bactérie Gram-. La base entraine une rotation du crochet et des filaments.

Certaines bactéries sont mobiles et peuvent se déplacer grâce à des flagelles. Les flagelles des bactéries sont de longs appendices protéiques flexibles. Leur nombre et leur position peuvent différer selon les espèces. La flagellation (ou ciliature) polaire monotriche correspond à la présence d’un seul flagelle à un pôle de la bactérie (exemple des Vibrio). La flagellation polaire lophotriche correspond à la présence de plusieurs flagelles au pôle de la bactérie (Pseudomonas). D’autres bactéries comme Escherichia coli produisent des flagelles sur toute la surface cellulaire et possèdent donc une flagellation péritriche.
Beaucoup de bactéries (comme Escherichia coli) ont deux modes distincts de circulation : mouvement vers l'avant (natation) et mouvement de rotation ou mouvement de « roulis » également et appelé « lang » en anglais. Le tumbling leur permet de se réorienter et leur fait faire un mouvement en trois dimensions, évoluant vers un mouvement de marche aléatoire. Les flagelles d'un groupe de bactéries, les spirochaetes, se trouvent entre deux membranes dans l'espace périplasmique.
Le filament du flagelle est constitué d’une protéine, la flagelline. Le type de rotation du flagelle peut déterminer le type de mouvement de la bactérie.
Les bactéries mobiles peuvent réagir à des stimuli, être attirées par des substances nutritives comme les sucres, les acides aminés, l’oxygène, ou être repoussées par des substances nuisibles. Il s'agit de la chimiotaxie, phototaxie et magnétotaxie,. Ce comportement est appelé le chimiotactisme. Des chimiorécepteurs de nature protéique sont présents au niveau de la membrane plasmique et du périplasme des bactéries et peuvent détecter différentes substances attractives ou nocives.
Les ions de cuivre bloquent la rotation des flagelles. Pour le faire repartir, on recourt à l’acide éthylènediaminetétraacétique, capable de capturer les ions et donc d'en libérer le flagelle.

## Classification
La classification traditionnelle distingue, sur la base du métabolisme, les bactéries photosynthétiques et les bactéries chimiotrophes.
La coloration de Gram est un facteur déterminant dans la Taxonomie (classification classique) bactérienne. Elle permet une discrimination entre eubactéries à Gram positif et à Gram négatif.
La systématique moderne, basée sur les analyses génétiques, distingue de nombreux groupes. On notera, entre autres, les cyanobactéries, un groupe important de bactéries photosynthétiques.

## Signification évolutive
Selon Thomas Cavalier-Smith, elles forment un groupe paraphylétique (les Neomura, regroupant Archées et Eucaryotes, s'origineraient en leur sein), alors que, classiquement depuis Carl Woese, elles constituent seules l'un des trois domaines du vivant. La classification de Woese est privilégiée par les microbiologistes sur la base des analyses phylogénétiques[réf. nécessaire]. Lors de la découverte des Archées, leur capacité à se développer dans des environnements classiquement défavorables à la vie laissait supposer que les Archées étaient apparues avant les Bactéries, ce qui justifiait la dénomination d'Archéobactéries (vieilles bactéries). Les Bactéries avaient été alors renommées Eubactéries (vraies bactéries). Entretemps, les analyses phylogénétiques ont démontré que les Archées sont phylogénétiquement plus proches des Eucaryotes que des Bactéries et qu'elles étaient apparues après les Bactéries[réf. nécessaire].

### En tant que domaine
Le modèle à trois domaines, proposé par Carl Woese, est un paradigme majoritairement admis[réf. nécessaire].

### En tant que grade
D'autres modèles évolutifs existent : selon la théorie alternative de Thomas Cavalier-Smith, à deux super-règnes ou à deux empires, selon Gupta à deux domaines, ainsi que selon l'hypothèse de Valas et Bourne en super-règnes (synthèse des travaux de Lake et al., de Gupta et de Cavalier-Smith).
Ces modèles reposent sur la notion de grade évolutif.

## Habitat et écologie

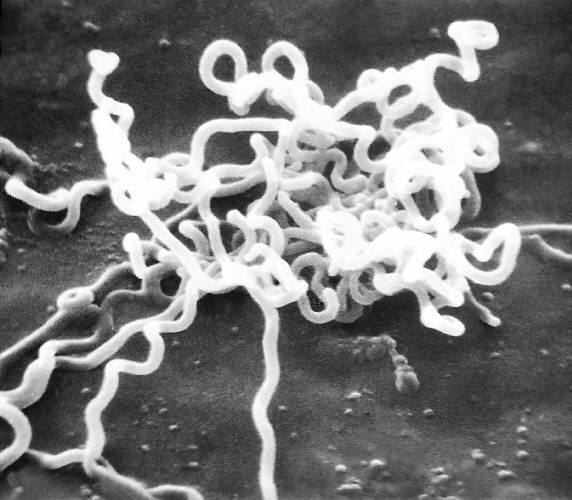
Treponema pallidum est une eubactérie spirochète responsable de la syphilis

Historiquement, et peut-être encore dans l'esprit général, les bactéries sont associées aux maladies. En effet, de nombreux parasites sont des bactéries (l'inverse n'est pas vrai). L'étude des bactéries a longtemps été dominée par la pathologie, et, dans une moindre mesure, les applications techniques (entre autres la fermentation, que ce soit pour la favoriser ou la combattre).
On trouve des eubactéries dans presque tous les milieux où la vie se révèle possible. Leur répartition va de l'atmosphère aux limites inférieures des sols et des fonds océaniques en passant par tous les écosystèmes.
Selon les lignées, on en trouve des phototrophes (tirant leur énergie de la lumière), chimiotrophes (trouvant leur énergie de gradients chimiques non organiques), hétérotrophes (trouvant leur énergie dans la matière organique, qu'elle soit vivante (parasitisme) ou morte (saprophytisme)) ; on en trouve des aérobies ou des anaérobies, strictes ou non.

## Liste d'embranchements (ou divisions)

### Embranchements validement publiés
Selon la LPSN (10 novembre 2022) :
- Acidobacteriota Thrash & Coates 2021
- Actinomycetota Goodfellow 2021
- Aquificota Reysenbach 2021
- Armatimonadota Tamaki et al. 2021
- Atribacterota Katayama et al. 2021
- Bacillota Gibbons & Murray 2021
- Bacteroidota Krieg et al. 2021
- Balneolota Hahnke et al. 2021
- Caldisericota Mori et al. 2021
- Calditrichota Kublanov et al. 2021
- Chlamydiota Garrity & Holt 2021
- Chlorobiota Iino et al. 2021
- Chloroflexota Garrity & Holt 2021
- Chrysiogenota Garrity & Holt 2021
- Coprothermobacterota Pavan et al. 2021
- Cyanobacteriota Oren et al. 2022
- Deferribacterota Garrity & Holt 2021
- Deinococcota Weisburg et al. 2021
- Dictyoglomerota corrig. Patel 2021
- Elusimicrobiota Geissinger et al. 2021
- Fibrobacterota Garrity & Holt 2021
- Fusobacteriota Garrity & Holt 2021
- Gemmatimonadota Zhang et al. 2021
- Kiritimatiellota Spring et al. 2021
- Lentisphaerota Cho et al. 2021
- Mycoplasmatota Murray 2021
- Nitrospinota Lücker et al. 2021
- Nitrospirota Garrity & Holt 2021
- Planctomycetota Garrity & Holt 2021
- Pseudomonadota Garrity et al. 2021
- Rhodothermota Munoz et al. 2021
- Spirochaetota Garrity & Holt 2021
- Synergistota Jumas-Bilak et al. 2021
- Thermodesulfobacteriota Garrity & Holt 2021
- Thermomicrobiota Garrity & Holt 2021
- Thermotogota Reysenbach 2021
- Verrucomicrobiota Hedlund 2021

### Embranchements en attente de publication valide
Selon la LPSN (10 novembre 2022) (Ca. signifie Candidatus) :
- « Abditibacteriota » Tahon et al. 2018
- « Ca. Acetothermia » Rinke et al. 2013
- « Ca. Aerophobetes » Rinke et al. 2013
- « Ca. Aminicenantes » Rinke et al. 2013
- « Ca. Binatota » Chuvochina et al. 2019
- « Ca. Bipolaricaulota » Hao et al. 2018
- « Ca. Calescamantes » Rinke et al. 2013
- « Ca. Canglongiota » Zhang et al. 2022
- « Ca. Cloacimonetes » Rinke et al. 2013
- « Ca. Cryosericota » Martinez et al. 2019
- « Ca. Deferrimicrobiota » Begmatov et al. 2022
- « Ca. Dependentiae » Yeoh et al. 2016
- « Ca. Dormibacteraeota » Ji et al. 2017
- « Ca. Elulota » Rodriguez et al. 2020
- « Ca. Eremiobcateraeota » Ji et al. 2017
- « Ca. Eremiobacterota » Ward et al. 2019
- « Ca. Fermentibacteria » Kirkegaard et al. 2016
- « Ca. Fervidibacteria » Rinke et al. 2013
- « Ca. Goldbacteria » Hernsdorf et al. 2017
- « Ca. Gracilibacteria » Rinke et al. 2013
- « Ca. Hydrogenedentes » Rinke et al. 2013
- « Ca. Hydrothermota » Chuvochina et al. 2019
- « Ca. Kapaibacteria » corrig. Kantor et al. 2015
- « Ca. Krumholzibacteriota » Youssef et al. 2019
- « Ca. Kryptonia » Eloe-Fadrosh et al. 2016
- « Ca. Latescibacteria » Rinke et al. 2013
- « Ca. Margulisbacteria » Anantharaman et al. 2016
- « Ca. Mcinerneyibacteriota » Yadav et al. 2020
- « Ca. Microgenomates » Rinke et al. 2013
- « Ca. Modulibacteria » Sekiguchi et al. 2015
- « Ca. Muibacteria » Barnum et al. 2018
- « Ca. Omnitrophica » Rinke et al. 2013
- « Ca. Parcubacteria » Rinke et al. 2013
- « Ca. Parcunitrobacteria » Castelle et al. 2017
- « Ca. Peregrinibacteria » Brown et al. 2015
- « Protophyta » Sachs 1874
- « Ca. Pyropristinus » Colman et al. 2016
- « Ca. Riflebacteria » Anantharaman et al. 2016
- « Ca. Saccharibacteria » Albertsen et al. 2013
- « Ca. Sumerlaeota » Kadnikov et al. 2019
- « Ca. Wirthbacteria » Hug et al. 2016